# Ваго, Бела
Бела Ваго (венг. Vágó Béla, при рождении Вайс, Béla Weiss; 9 августа 1881 года, Кечкемет — 10 марта 1939, СССР) — венгерский коммунистический политик, который де-факто занимавший пост министра внутренних дел с Енё Ландлером во время Венгерской Советской Республики. Бежал от венгерской контрреволюции, а затем от гитлеровского нацизма, оказавшись в СССР, где пал жертвой сталинских репрессий.

## Биография
Родился в еврейской семье. Учился на философском факультете Будапештского университета, но был исключён за участие в протестах. Состоял в профсоюзе самозанятых с 1903 года.
В 1900 году вступил в Социал-демократическую партию Венгрии, с 1905 года сотрудник её органа «Népszava» и один из лидеров левого крыла социал-демократического движения (наряду с Эрвином Сабо). С 1906 года секретарь местных отделений СДПВ — поначалу в Дебрецене, затем в Кечкемете.
В 1912 году вернулся в Будапешт. Во время Первой мировой войны выступал с антимилитаристскими требованиями.
К концу 1918 года принял деятельное участие в рабочей борьбе. Выступил одним из соучредителей Партии коммунистов Венгрии, был избран в состав её первого ЦК.
До 28 января 1919 года возглавлял коммунистическую фракцию в рабочем совете Будапешта, затем организовывал трудящихся в медье Боршод. После 20 февраля 1919 года был арестован; ещё находясь в заключении, подписал соглашение об объединении коммунистической и социал-демократической партий.
Непосредственно был в числе провозгласивших Венгерскую советскую республику. При ВСР занимал должности народного комиссара внутренних дел (21 марта — 24 июня), а также некоторое время параллельно был комиссаром по делам железнодорожного и водного сообщения (3 апреля — 25 мая). Также был военным командиром I воинского корпуса Венгерской Красной армии, занимался обороной по ту сторону Тисы из Дебрецена.
После падения советской власти в Венгрии эмигрировал в Австрию, затем в Германию. После прихода к власти Гитлера выехал в СССР, где принял имя Бела Александрович Ваго, сотрудничал в МОПР, стал главным редактором эмигрантской газеты «Серп и молот» (Sarló és Kalapács) и заведующим венгерской секцией «Издательского товарищества иностранных рабочих в СССР».
28 февраля 1938 года арестован по сфабрикованному обвинению в шпионаже и участии в «контрреволюционной террористической организации». 10 марта 1939 года приговорён к смерти и расстрелян в тот же день. 25 февраля 1956 года посмертно реабилитирован определением Военной коллегии Верховного суда СССР. Расстрелян был и его сын — Андрей (Андраш) Белович Ваго.